# 圣比亚焦-萨拉奇尼斯科
圣比亚焦-萨拉奇尼斯科（義大利語：San Biagio Saracinisco），是意大利弗罗西诺内省的一个市镇。总面积31.08平方公里，人口369人，人口密度11.9人/平方公里（2009年）。ISTAT代码为060061。